# Amazonasbecken

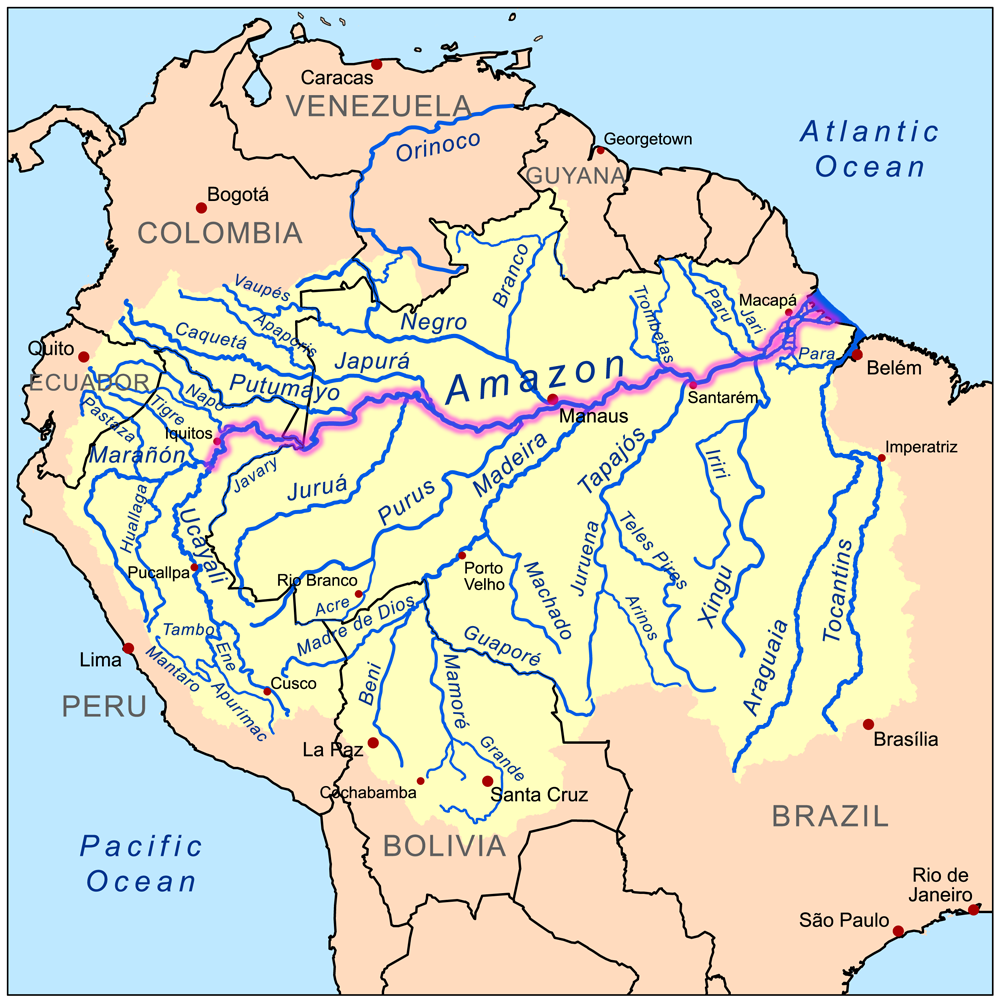
Ausmaß des Amazonasbeckens

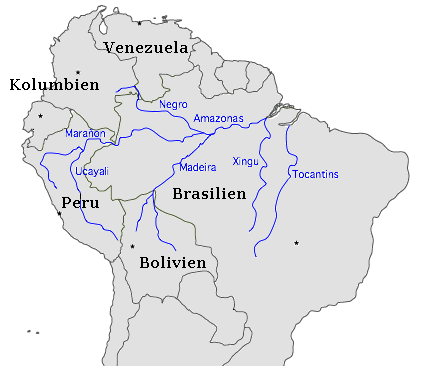
Hauptgewässer des Flusssystems des Amazonasbeckens

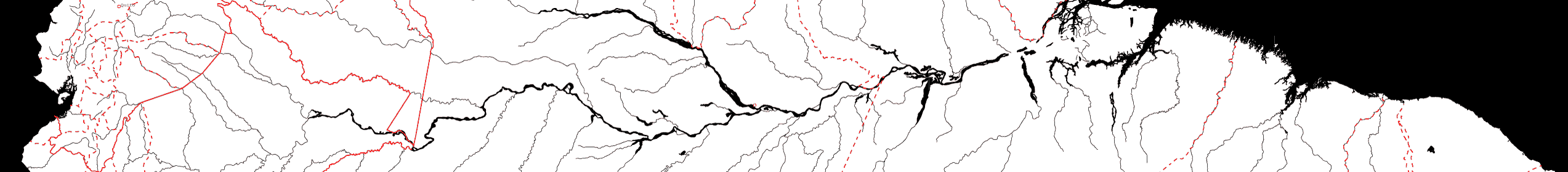
Überblick über den Hauptstrom Amazonas

Als Amazonasbecken (portugiesisch Bacia do rio Amazonas), Amazonastiefland oder Amazonien wird das Einzugsgebiet des Amazonas bezeichnet. Es bedeckt einen Großteil der nördlichen Hälfte des Kontinents Südamerika. Der Amazonas hat weltweit mit Abstand die größte Wasserschüttung (siehe „Abfluss“ in der Liste der längsten Flüsse der Erde).
Diese größte Stromebene Südamerikas, eine äquatoriale Regenwald-Tiefebene, erhält die sie formenden Wasser zuvorderst aus den Anden. Die Hauptflussrichtung weist dort zunächst nach Norden und wechselt dann quer über den gesamten Kontinent nach Osten. Nördlich liegt die durch die Bergländer Guayanas getrennte Orinoco-Ebene, wobei jedoch über den Casiquiare eine Verbindung zwischen den Flusssystemen des Amazonas und des Orinoco besteht. Südlich liegt die Ebene des Río Paraguay und Paraná.

## Geographie
Das Amazonasbecken liegt in einem etwa von den Städten La Paz, Quito, Belém (Süd, Nord, Ost) umschriebenen Dreieck. Es umfasst Gebiete in den Staaten Brasilien, Frankreich (mit Französisch-Guayana), Suriname, Guyana, Venezuela, Kolumbien, Ecuador, Peru und Bolivien. Es ist mit ca. 7 Millionen km², was etwa fünf Prozent der gesamten Landfläche der Erde entspricht, das größte zusammenhängende Landschaftsgebiet und damit auch der zweitgrößte zusammenhängende Wald unseres Planeten nach dem borealen Nadelwald.
Das Gebiet bezeichnet eine Landschaft, die durch das riesige Flusssystem des Amazonas geprägt ist und umfasst damit auch seine über 1000 „größeren“ Nebenflüsse. Der größte Teil des Amazonasbeckens (rund zwei Drittel der Fläche) gehört zu Brasilien. Dabei ist nicht nur der Amazonas ein mächtiger Fluss (genauer Strom), sondern auch viele seiner Nebenflüsse. Zehn davon gehören ihrerseits zu den fünfundzwanzig wasserreichsten Flüssen der Erde, darunter sogar ein Nebenfluss eines Nebenflusses, nämlich der Rio Branco. Während der Regenzeit sind große Teile des Amazonasbeckens überflutet. An der Mündung hängen die in den Ästuar Rio Pará mündenden Flüsse Rio Anapu und Rio Tocantins über Gezeitenkanäle mit dem Amazonas-Flusssystem zusammen.
Im Amazonasbecken sind inzwischen zahlreiche Naturschutzgebiete ausgewiesen, darunter das größte Perus, das zugleich das zweitgrößte des Amazonasbeckens ist, Pacaya-Samiria.

### Flusssystem

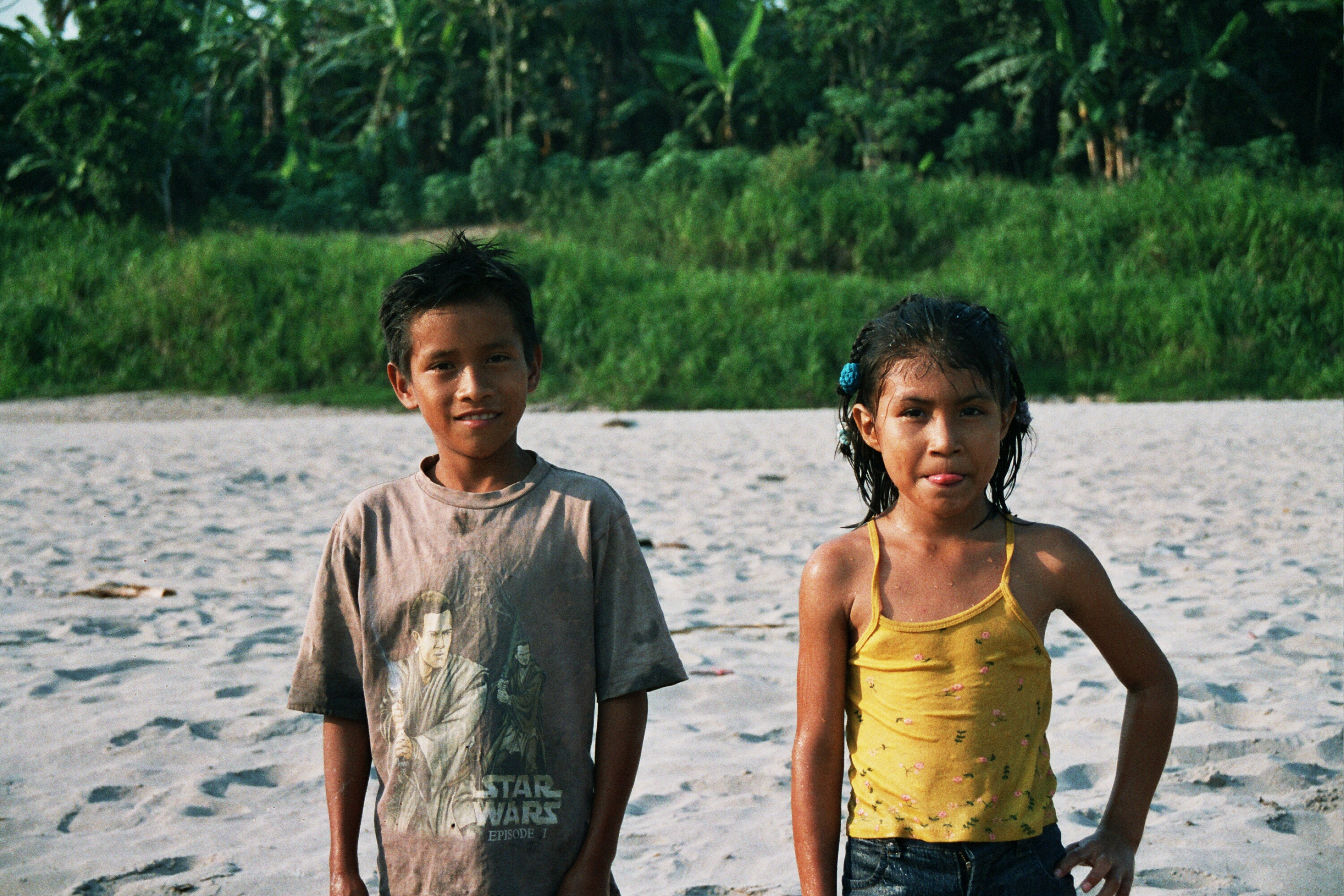
Kinder am Ufer des Amazonaszuflusses Huallaga in Peru

Es wird geschätzt, dass im Amazonasbecken rund ein Fünftel allen Süßwassers der Erde fließt. Dabei hat das Becken ein derart geringes Gefälle, dass die Flüsse meist nur eine sehr geringe Fließgeschwindigkeit aufweisen. Für den Amazonas gilt, dass das Gefälle rund fünf Zentimeter pro Kilometer beträgt. Je nach Jahreszeit werden weniger als 100.000 oder sogar über 200.000 m³ Wasser pro Sekunde dem Atlantischen Ozean zugeführt.
Die großen Nebenflüsse des Amazonas kann man an ihren Farben unterscheiden. Der Rio Negro gibt seine Farbe schwarz (Schwarzwasser) bereits im Namen an. Der Rio Madeira gilt als gelb-roter Fluss, der Rio Tapajós und der Rio Xingu haben klares Wasser (Klarwasser), das aus der Entfernung und aus dem Flugzeug blaugrün erscheint. Allgemein gilt, dass die dunklen Flüsse (Schwarzwasserflüsse) eher aus dem Norden (also linksseitig), die hellen (Schlamm- oder Weißwasser) eher aus dem Süden (also rechtsseitig) zufließen. Der Grund liegt in der Bodenbeschaffenheit und damit der Erosion der durchflossenen Regionen bzw. der Quellengebiete.

### Klima
Es herrscht ausschließlich feucht-tropisches Tageszeitenklima im Amazonasbecken, das heißt, es ist ganzjährig mäßig heiß mit einer Luftfeuchtigkeit von häufig über 90 %. Der tropische Urwald wirkt sich insgesamt mäßigend auf das Klima aus, durch die sehr hohe Feuchtigkeit ist das Klima tagsüber jedoch schwül und drückend.
Es kommt fast täglich, typischerweise nachmittags, zu reichlichen Niederschlägen. Die jährliche Niederschlagsmenge beträgt an vielen Orten über 2000 Millimeter, was dem zwei- bis dreifachen des in Deutschland erreichten Wertes entspricht. Diese meist heftigen Regenfälle bringen auch zusätzlich Nährstoffe mit sich. Sie sind im Staub enthalten, der oft in tausenden Kilometer Entfernung (z. B. der Sahara) aufgewirbelt und dann mit dem Wind nach Amazonien getragen wurde. Dort wird er von den riesigen tropischen Gewittern angesaugt und gelangt mit dem Regen wieder zur Erde. Die im Staub enthaltenen Nährstoffe werden dann in den Nährstoffkreislauf des Regenwaldes eingebunden.
In den Tieflagen des Amazonasbeckens variieren die Durchschnittstemperaturen der einzelnen Monate eines Jahres nur sehr leicht zwischen 25 °C und 28 °C, in etwas höher gelegenen Gebieten sind die Temperaturen entsprechend niedriger. Die Tageshöchsttemperaturen im Urwald in Tieflagen liegen meistens zwischen 30 °C und 34 °C, während nachts häufig Temperaturen zwischen 20 °C und 24 °C erreicht werden.

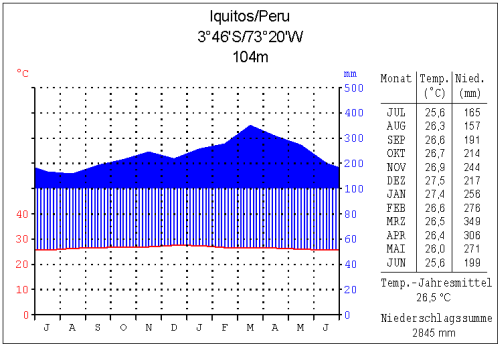
Iquitos, Peru
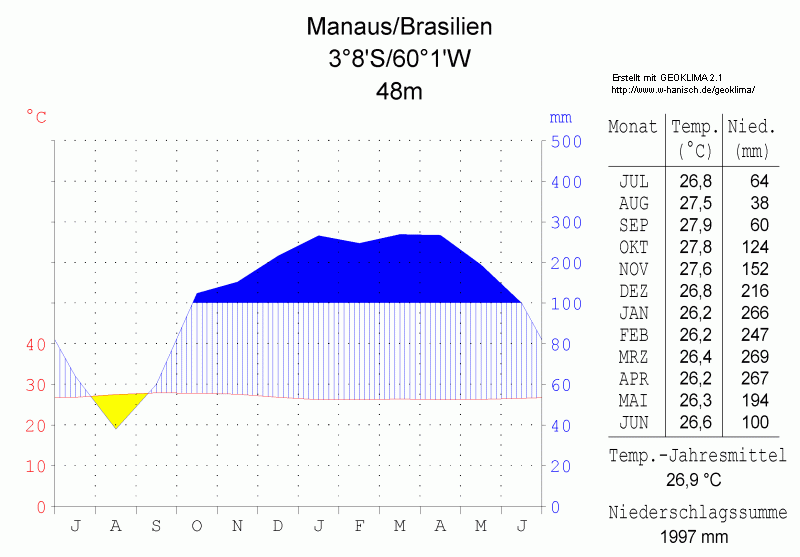
Manaus, Brasilien
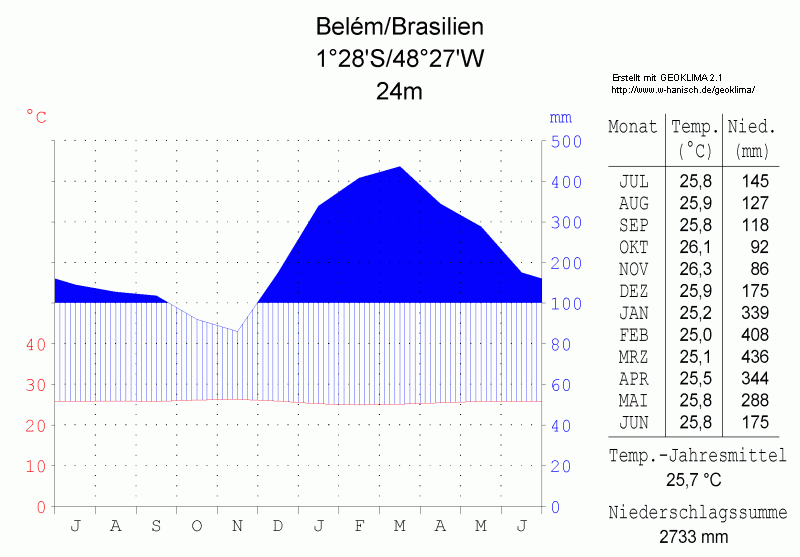
Belém, Brasilien
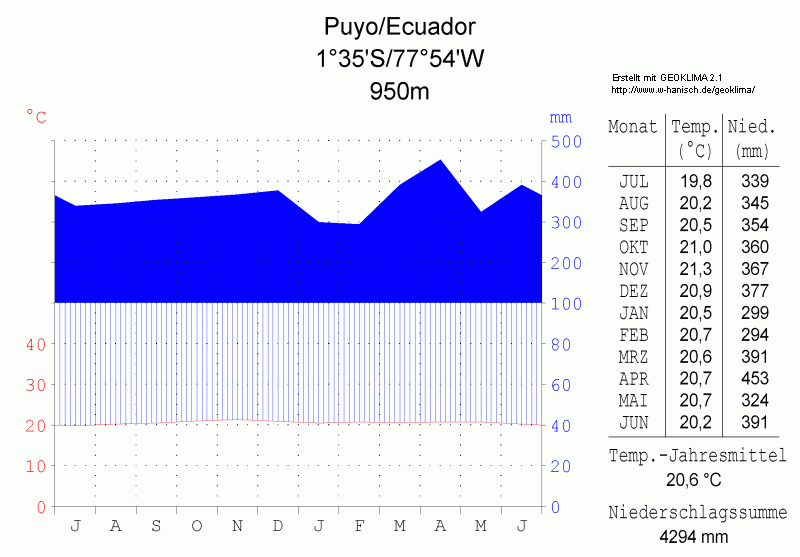
Puyo, Ecuador
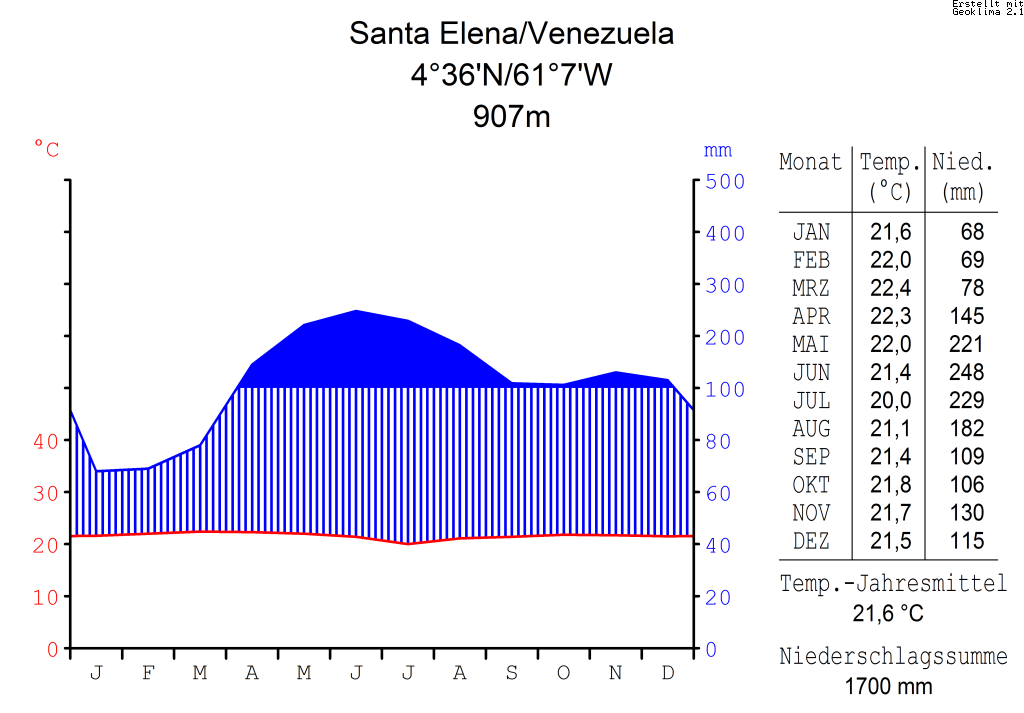
Santa Elena de Uairén, Venezuela
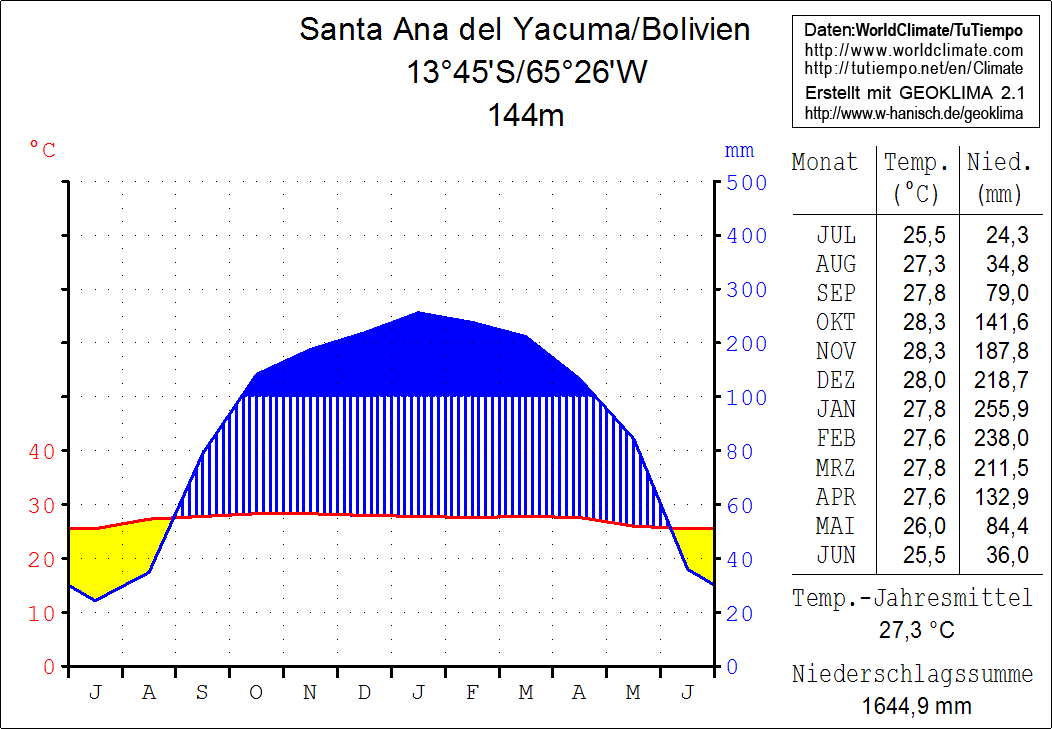
Santa Ana del Yacuma, Bolivien

## Flora und Fauna

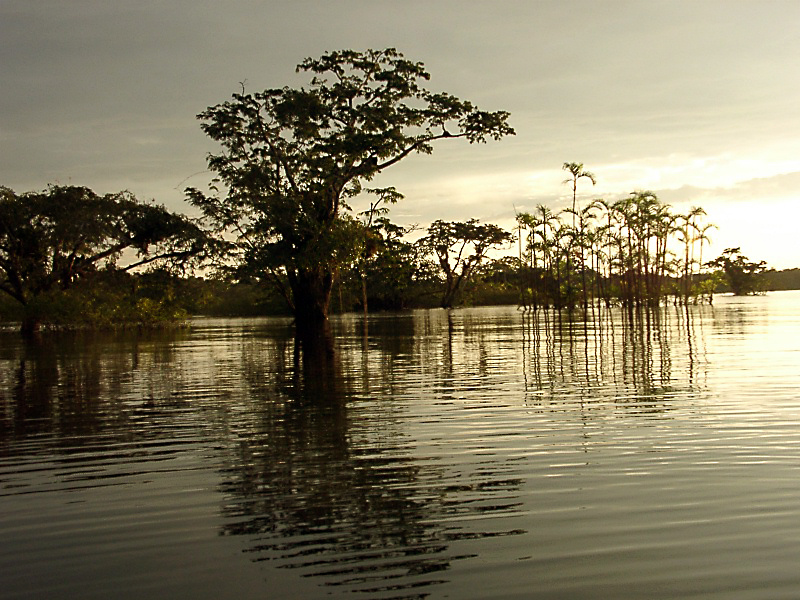
Ecuador, im Kanton Lago Agrio

Die Regenwälder Amazoniens dehnten sich im Jahr 2007 noch auf einer Fläche von rund 110 Mio. Hektar aus. Davon standen rund 22 Mio. Hektar (20 Prozent) unter staatlichem Schutz, rund 23 Mio. Hektar (21 Prozent) waren als indigenes Siedlungsgebiet ausgewiesen, rund 26,5 Mio. Hektar (24 Prozent) waren – mit teilweise zweifelhaften Eigentumsnachweisen – in Privatbesitz, und 38,5 Millionen Hektar (35 Prozent) waren „frei zugänglich“, das heißt ohne offiziellen Flächennutzungsplan.

### Flora
Die Vegetation in Amazonien ist sehr heterogen. Eine grobe Unterteilung der meistverbreiteten Vegetationsformen umfasst: Dichte Wälder, offene Wälder mit Palmen, Lianenwälder, Trockenwälder, Bergwälder (vor allem am Andenabhang), Überschwemmungswälder (Várzea), Sumpfwälder (Igapó), wobei die überschwemmungsfreien Waldtypen zusammenfassend als Terra-Firme-Wald bezeichnet werden. Hinzu kommen lokale Formationen wie Mangrovenwälder, waldfreie Savannen (campos naturais), Caatinga etc. Wissenschaftler haben errechnet, das es in Amazonien etwa 16.000 Baumarten gibt, wobei die Hälfte aller Einzelbäume in der Region nur zu 227 Arten gehören.
Terra preta ist eine fruchtbare, anthropogene Schwarzerde, die in der Nähe des Amazonas und seiner Nebenflüsse verbreitet ist.

### Fauna (Tierwelt)
Die Amazonasregion zeichnet sich unter anderem durch ihre große Biodiversität aus. Die Anzahl der tatsächlich in der Amazonasregion vorkommenden Spezies ist schwer zu schätzen, da erst ein Bruchteil von ihnen entdeckt und beschrieben wurde. Es wird von einer Zahl zwischen fünf und zehn Millionen Arten ausgegangen. Von diesen wurden bislang etwa 1,4 Millionen beschrieben, darunter 750.000 Insektenarten, 40.000 Wirbeltiere, 250.000 Pflanzen und 360.000 Mikrobiota. Man geht davon aus, dass in der Region etwa ein Viertel der lebenden Tier- und Pflanzenarten ihr Habitat haben. Die Fischfauna wird auf 2.000 Arten geschätzt, mehr als in allen anderen Flüssen der Welt zusammen.

## Bevölkerung

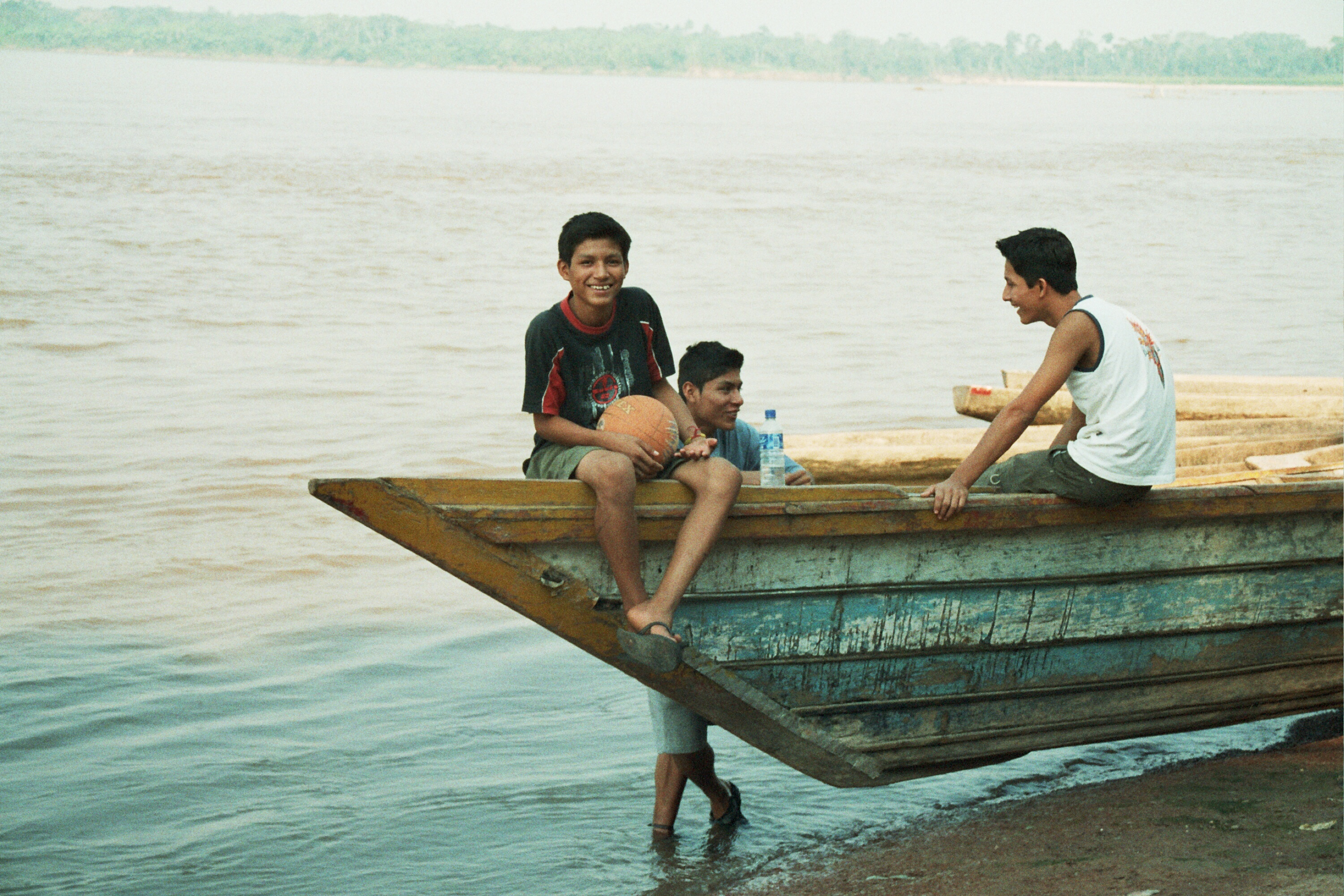
Jugendliche am Ufer des peruanischen Amazonaszuflusses Huallaga

In der Amazonasregion leben etwa 22 Millionen Menschen. Davon gehören circa eine Million einem der vielfältigen indigenen Völker in der Region an. Im brasilianischen Teil der Amazonasregion werden 150 verschiedene indigene Völker unterschieden, dort leben auch einige der letzten sog. Isolierten Völker.
Weitere wichtige Bevölkerungsgruppen sind traditionelle Uferbewohner (Ribeirinhos), die zum Teil während des Kautschukbooms in die Region kamen und vom Kautschukzapfen lebten. Später kamen Siedler (colonos) hinzu, die im Rahmen von staatlichen Ansiedlungsmaßnahmen zur Erschließung der Region Grundstücke zum Ackerbau zugewiesen bekamen. Zwischen den Farmern und Viehzüchtern einerseits, welche durch großflächige Rodungen die Kautschukwälder gefährden, und der Seringueiro-Bewegung andererseits, welche auf diese Wälder als Lebensgrundlage angewiesen ist, entstanden in der Folge große Spannungen. Weitere Menschen kamen im Rahmen von Industrie und Handel in die Region, insbesondere in Manaus durch die Einrichtung einer Freihandelszone.
Großstädte über 100.000 Einwohner in der Amazonasregion sind:
- Belém
- Manaus
- Santarém
- Iquitos (Peru)
- Pucallpa (Peru)

## Politik
Die Anrainerstaaten des Amazonasbeckens haben 1978 ein Abkommen zur Zusammenarbeit in der Amazonasregion (Tratado de Cooperación Amazonica, TCA) verabschiedet. Aus dieser ging im Jahr 2003 die Organisation des Amazonaspaktes (OTCA) mit Sitz in Brasília hervor.

## Kriminalität
Das Amazonasgebiet wird in Teilen von der größten Verbrecherorganisation Brasiliens, der Primeiro Comando da Capital, kontrolliert.

## Ökologische Probleme
In den 1970er Jahren wurde mit dem Bau großer Fernverkehrsstraßen begonnen, an deren Trassen es in den Folgejahren zu einer weitflächigen Waldrodung durch Agrarkolonisten und später durch Rinderzucht betreibende Großgrundbesitzer kam. Darüber hinaus kam es durch die bergbauliche Erschließung von Eisenerz-, Zinn-, Gold, Erdöl- und Bauxitlagerstätten zu weiteren groß angelegten Rodungen des tropischen Regenwaldes. Diese Rodungen halten bis heute an und haben bereits zu ökologischen Schäden mit Auswirkungen auf Flora und Fauna geführt.

## Dokumentationen
- Amazonien – Auf den Spuren versunkener Hochkulturen.  TV-Dokumentation in HD von Marc Jampolsky, Marie Thiry, Stéphen Rostain, Frankreich 2022 für Arte France, deutsche Synchronfassung 2022 (permanent abrufbar auf youtube.com).